# Rollenspiel (Simulation)
Rollenspiele zur Simulation eines Gesprächs oder Konflikts zwischen zwei oder mehr Personen werden oft von Unternehmen durchgeführt, z. B. zu Schulungszwecken oder um eine realistische Einschätzung davon zu erhalten, wie der Bewerber auf eine bestimmte Arbeitsstelle eine für den jeweiligen Job typische Situation meistern würde. 
Dazu werden in der Regel Verkaufsgespräche, Mitarbeitergespräche, Kundenreklamationen und Planungsgespräche simuliert. Den Bewerbern werden 5 bis 10 Minuten vor Beginn des Rollenspiels einige Unterlagen zur Einweisung ausgehändigt. Die eigentliche Übung dauert ca. 10 bis 15 Minuten. Während des Rollenspiels wird der Bewerber dann mit einer Konfliktsituation konfrontiert, die es ihm fast unmöglich macht, die gestellte Aufgabe zu erfüllen. Die Bewerter beurteilen in dieser Stress-Situation, ob der Testkandidat über genügend  Einfühlungsvermögen, Überzeugungskraft, Anpassungsfähigkeit, Konfliktfähigkeit, Durchsetzungsvermögen, rhetorische Fähigkeiten und geeignete Strategien verfügt, um die Konfliktsituation zu meistern.
Eine besondere Form der Simulation sind Führungsplanspiele, in denen komplexe Führungs- und Arbeitsprozesse simuliert werden. Die Teilnehmenden trainieren real Führungsaufgaben wie Ziele vereinbaren, Informationen weitergeben, Aufgaben delegieren und Entscheidungen treffen, Arbeitsprozesse organisieren, Kontrolle auszuüben, Mitarbeiter zu motivieren und zu fördern und Stress und Konflikte souverän zu bewältigen. Die Arbeitsergebnisse können quantitativ, qualitativ und kostenmäßig sehr gut mit dem Verhalten der Führungskräfte und der Mitarbeiter in Beziehung gesetzt werden.